# Selección de fútbol sub-23 de Serbia y Montenegro
La Selección de fútbol sub-23 de Serbia y Montenegro, conocida también como la Selección olímpica de fútbol de Serbia y Montenegro, fue el equipo que representó a aquel país en Fútbol en los Juegos Olímpicos y en la Eurocopa Sub-21; y estuvo bajo control de la Asociación de Fútbol de Serbia y Montenegro.

## Historia
Fue creada en 1996 tras la separación de la antigua Yugoslavia, fracasando en dos ocasiones en llegar a la fase final de la Eurocopa Sub-21, hasta que en el 2004 clasificaron a su primer y única participación continental de la categoría, la cual se disputó en Alemania y perdieron la final.
La selección desapareció tras la separación definitiva de Serbia y Montenegro, actuando ambas naciones con selecciones por separado.

## Estadísticas

### Eurocopa Sub-21
El torneo era jugado por naciones sub-21, pero técnicamente lo disputan selecciones sub-23, y cada dos ediciones el torneo cuenta como la eliminatoria para los Juegos Olímpicos.
| Año   | Ronda        | Pos.         | J            | G            | E            | P            | GF           | GC           |
| ----- | ------------ | ------------ | ------------ | ------------ | ------------ | ------------ | ------------ | ------------ |
| 1992  | No clasificó | No clasificó | No clasificó | No clasificó | No clasificó | No clasificó | No clasificó | No clasificó |
| 1994  | Suspendido   | Suspendido   | Suspendido   | Suspendido   | Suspendido   | Suspendido   | Suspendido   | Suspendido   |
| 1996  | Suspendido   | Suspendido   | Suspendido   | Suspendido   | Suspendido   | Suspendido   | Suspendido   | Suspendido   |
| 1998  | No clasificó | No clasificó | No clasificó | No clasificó | No clasificó | No clasificó | No clasificó | No clasificó |
| 2000  | No clasificó | No clasificó | No clasificó | No clasificó | No clasificó | No clasificó | No clasificó | No clasificó |
| 2002  | No clasificó | No clasificó | No clasificó | No clasificó | No clasificó | No clasificó | No clasificó | No clasificó |
| 2004  | Finalista    | 2.º          | 6            | 2            | 2            | 2            | 7            | 9            |
| Total | 1/3          | 1 Final      | 6            | 2            | 2            | 2            | 7            | 9            |

### Juegos Olímpicos
| Año   | Ronda          | Pos.         | J            | G            | E            | P            | GF           | GC           |
| ----- | -------------- | ------------ | ------------ | ------------ | ------------ | ------------ | ------------ | ------------ |
| 1992  | No clasificó   | No clasificó | No clasificó | No clasificó | No clasificó | No clasificó | No clasificó | No clasificó |
| 1996  | Suspendido     | Suspendido   | Suspendido   | Suspendido   | Suspendido   | Suspendido   | Suspendido   | Suspendido   |
| 2000  | No clasificó   | No clasificó | No clasificó | No clasificó | No clasificó | No clasificó | No clasificó | No clasificó |
| 2004  | Fase de grupos | 16.º         | 3            | 0            | 0            | 3            | 3            | 14           |
| Total | 1/4            | –            | 3            | 0            | 0            | 3            | 3            | 14           |

## Entrenadores
| Dates     | Name              |
| --------- | ----------------- |
| 2004–2005 | Milorad Kozanović |
| 2002–2004 | Vladimir Petrović |
| 2000–2002 | Nikola Rakojević  |
| 1998–2000 | Milovan Đorić     |
| 1996–1998 | Milan Živadinović |